# Scharpf (Unternehmen)
Die Gebrüder Scharpf KG Maschinenfabrik wurde 1937 durch Erwin und Otto Scharpf als Gebrüder Scharpf KG Maschinen- und Apparatebau in Stuttgart-Zuffenhausen zur Herstellung von Wäscheschleudern gegründet.
Scharpf stellte am Standort Stuttgart Wäscheschleudern verschiedener Typen her, u. a. eine Spülschleuder mit der Bezeichnung Schleuderprinz, eine patentierte flexible Kunststoffabdeckung für die Schleudertrommel zum Wäscheschutz mit der Bezeichnung Schleuderfee sowie reine Waschmaschinen ohne Schleuderfunktion. Mit der Semiautomatic war auch ein Waschvollautomat im Sortiment. Ab 1959 wurde der Export ausgebaut und auf insgesamt 59 Länder ausgeweitet. Das Unternehmen galt mit 120.000 verkauften Geräten im Jahre 1966 als größter deutscher Hersteller von Wäscheschleudern.
Durch den starken Wettbewerb und der Verdrängung der Schleudern durch Waschvollautomaten musste Scharpf 1970 Konkurs anmelden und die Produktion einstellen. Am 17. Juli 1980 wurde die Marke aus dem Handelsregister gelöscht.